# Alaskokon
Alaskokon is een bestuurslaag in het regentschap Bangkalan van de provincie Oost-Java, Indonesië. Alaskokon telt 2788 inwoners (volkstelling 2010).